# Старков, Игорь Георгиевич
Игорь Георгиевич Старков (21 июля 1931, Гасанкули, Туркменская ССР, СССР — 24 июня 1987, Одесса, УССР, СССР) — советский и украинский актёр, режиссёр и сценарист.

## Биография
Родился 21 июля 1931 года в Гасангули. В 1949 году был призван в армию и прослужил вплоть до 1956 года. В 1957 году переехал в Одессу и посвятил этому городу всю оставшуюся жизнь. Был принят в штат Одесской киностудии в качестве ассистента режиссёра и пиротехника, затем работал на Львовском телевидении. Начиная с конца 1950-х годов начал писать сценарии к кинофильмам, и чтобы закрепить навыки профессионального сценариста, в 1962 году был вынужден на два года оставить Одессу и переехал в Москву, где учился на Высших сценарных курсах. После возвращения в Одессу принял участие в работе над 20 фильмами.
Скончался 24 июня 1987 года в Одессе, не дожив буквально месяца до своего дня рождения.

## Фильмография

### Актёр
- 1965 — Комэск (короткометражный) — летчик
- 1967 — Тихая Одесса — Фома
- 1968 — Случай из следственной практики — Барашков, бывшая кличка - Баржа; специалист "по холодильному делу"
- 1971 — Долгие проводы — член комиссии по делам несовершеннолетних
- 1971 — Поезд в далекий август — Горшков, капитан I ранга
- 1972 — Всадники — офицер на призывном пункте
- 1972 — Лёгкая вода — эпизод
- 1975 — Мальчишки ехали на фронт — рабочий сборочного цеха в тельняшке
- 1976 — Память земли — Конкин
- 1978 — Фотографии на стене — военрук, капитан, (озвучил И.Ефимов)
- 1979 — Место встречи изменить нельзя — Семен, сосед Шарапова, инвалид, муж Шурки
- 1982 — Женские радости и печали — старший сержант в штабе
- 1983 — Тепло родного дома — Дмитрий Степанович, бригадир, муж Дарьи Игнатьевны
- 1984 — Снег в июле — Круглов

#### посмертный выход
- 1991 — Пустыня — Фома

#### в титрах не указан
- 1967 — Короткие встречи — инспектор, обходит квартиры с «опросником» о наличии мышей и крыс
- 1973 — Каждый день жизни — эпизод
- 1974 — Контрабанда — Филимонов, повар
- 1978 — Артём — подпольщик

### Режиссёр
- 1967 — Поиск

### Сценарист
- 1960 — Им было девятнадцать
- 1963 — Тайна
- 1968 — Красавицей я не была
- 1969 — Внимание, цунами
- 1977 — Последний год Беркута
- 1979 — Выгодный контракт
- 1980 — Его бедовая любовь